# Fromage fort de la Croix-Rousse
Le fromage fort de la Croix-Rousse est un fromage fort, originaire de Lyon et plus spécialement du quartier de la Croix-Rousse.

## Origine et histoire
Il est connu et consommé dans le Lyonnais, dans la Dombes et le Beaujolais. Il doit son nom aux bouchons, restaurants lyonnais de la Croix-Rousse, où les habitués le consommaient au comptoir. C'était surtout le fromage des canuts qui en mangeaient chez eux du matin au soir si l'on en croit la description qu'en donne, en 1841, Joanny Augier Trimolet, dans son livre Le Canut : « […]La nourriture du canut consiste à déjeuner en une espèce de fromage blanc qu'il mêle avec de l'ail, du beurre et des petits oignons ; à dîner, il mange du petit-salé ou des pommes de terre avec le même fromage ; à souper, car il soupe, il revient pour la troisième fois à son fromage bien-aimé accompagné d'un morceau de merluche frite[…]. ».
Cette  préparation fromagère est citée élogieusement au XIXe siècle dans Le Littré de la Grand'Côte et fait partie depuis, non seulement de la gastronomie lyonnaise, mais de la vie sociale puisque lors de son mariage, une fille recevait avec la couronne de fleurs d'oranger le pot de fromage fort qu'elle transmettrait ensuite à sa descendance.

## Ingrédients
Les produits à utiliser semblent assez variables bien qu'il existe un corpus commun donné par Jean Froc. Certains préconisent un assemblage de fromages bleus et de chèvre ayant fortement vieillis, qui sont écrasés et mélangés avec du vin blanc, du sel, du poivre, du levain et gardé en pot toute une année. D'autres partent d'un bouillon de poireaux, dans lequel vont être râpés des vieux fromages de chèvre et de vache, du gruyère, le tout étant ensuite mêlé et malaxé avec du fromage de vache égoutté (caillé), du levain de fromage fort, du vin blanc sec et du beurre

## Préparation
Clair Tisseur, plus connu sous son nom de plume Nizier du Puitspelu, qui avoue n'en avoir jamais mangé, donne une recette confiée par l'un de ses amis de la Croix-Rousse : « On achète une livre ou deux de fromage bleu bien fait ; on enlève la croûte et on le met dans un pot de terre. Le fromage bleu est alors arrosé de vin blanc sec et bien pitrogné avec une cuillère de bois. Lorsque la pâte est à point, on râpe du fromage de chèvre bien sec avec une rapoire, et on l'ajoute au levain jusqu'à ce que le pot soit à peu près plein. On continue de mouiller avec le vin blanc... le fromage fort est fait. ».
Félix Benoit et Henry Clos-Jouve, cosignataires de La cuisine lyonnaise, expliquent : « Dans un bouillon râper, en quantités égales, des fromages de chèvre et de vache très secs et de bonne qualité. Puis du gruyère, environ la moitié des deux premiers. Ajouter un fromage de vache égoutté et du levain de fromage fort. Délayer cette préparation avec le bouillon de poireaux et le vin blanc sec afin d'obtenir une pâte souple et non liquide. ».
Mais Jean Froc semble être le seul des auteurs à sortir d'un certain folklore lyonnais pour donner à la fois les ingrédients indispensables et la véritable méthode de fabrication de ce fromage fort qu'il divise en deux étapes :
La première consiste à préparer le levain en se servant de fromages persillés et de chèvres passés. Ils doivent être écrasés et malaxés avec du vin blanc jusqu'à obtenir une pâte onctueuse. Après avoir salé et poivré, ce levain est mis dans un endroit frais où il va mûrir pendant plusieurs mois et jusqu'à un an. Après ce laps de temps, nécessaire au levain pour gagner en force et en goût, le second acte commence en le mélangeant à du caillé frais égoutté, en proportion d'environ 15 % du mélange final. Là et là seulement, le fromage fort de la Croix-Rousse est fait et se présente comme une crème lisse à servir en pot, et prête à être dégustée. À l'exemple du cachat, on alimente ce fromage fort. Au fur et à mesure que le pot se vide, il y est rajouté du fromage de chèvre râpé et du vin blanc. De temps en temps, lorsqu'il devient moins gras, on verse dessus un bol de beurre frais liquéfié au four.

## La légende des vers
Dans Le Littré de la Grand'Côte, Nizier du Puitspelu cite l'avertissement de son ami Claudius Porthos, dit le Rempart de la Croix-Rousse qui lui a confié sa vrai recette du fromage fort : « Il faut vous dire qu'il est important de prendre du fromage gras dépourvu de vessons, qu'à l'Académie Française ils appellent des asticots. Non que l'asticot soit à dédaigner par lui-même, mais comme celui-ci périt nécessairement dans le fromage fort, étouffé par les vapeurs de fermentation, il devient peu ragoûtant. Ce n'est plus l'asticot aux tons ivoire, bien en chair, appétissant, qui gigaude sur l'assiette, et qu'on savoure avec délices, mais une espèce de pelure grisâtre, ce je ne sais quoi qui n'a plus de nom dans aucune langue, dont parle Bossuet. ».
Une lecture qui a dû inspirer La troupe du Splendid, scénariste du film Les bronzés font du ski, quand dans la foune, servie à l’étalée sur des tranches de pain, Jean-Claude Dusse, découvre des petits vers qui grouillent. Ce qui lui vaut la réflexion du montagnard qui a recueilli l'équipe en perdition : « Comme ça, il y a la viande, aussi. ».

## Consommation
Cette préparation fromagère, plus sans doute que quelques autres fromages forts régionaux, était particulièrement appréciée à Lyon. Dans L'inventaire du patrimoine culinaire de la France, Rhône-Alpes, il est indiqué que « Dans les bouchons lyonnais, le fromage fort était posé au coin du bar dans un grand pot en grès. Chacun se servait en l'étalant sur des rôties, tartines grillées, accompagnées d'un beaujolais. ». Comme les canuts, on peut ajouter du beurre à cette préparation, ou la consommer telle quelle, après l'avoir étendu sur des tartines beurrées.
Pourtant l'almanach de la Société des Amis de Guignol, en 1926, en donne une appréciation mitigée : « C'était pire, en mieux, que le fromage fort de la Croix-Rousse, le véritable. Un velours, quoi ! qui vous descendait tout le long de la corgnôle comme une chatterie caressante. ».